# Пилоне Мерле (Торино)
Пилоне Мерле је насеље у Италији у округу Торино, региону Пијемонт.
Према процени из 2011. у насељу је живело 105 становника. Насеље се налази на надморској висини од 277 м.